# ورزشگاه ارناندو سیلس
ورزشگاه ارناندو سیلس (به زبان اسپانیایی:Estadio Hernando Siles) با گنجایش ۴۱٬۱۴۳ صندلی بزرگترین مجموعهٔ ورزشی کشور بولیوی واقع در بخش میرافلورس شهر لاپاز است که به افتخار ارنادو سیلس ریس ۳۱امین رئیس‌جمهور بولیوی(۱۹۳۰–۱۹۲۶) به این نام خوانده می‌شود. این ورزشگاه در سال ۱۹۳۱ و برای بازی بین دو باشگاه د سترانگست و رقیب دیرینه‌اش یونیورسیتاریوی لاپاز افتتاح شد. ارناندو سیلس ورزشگاه خانگی تیم ملی فوتبال بولیوی است. این ورزشگاه در ارتفاع ۳٬۶۳۷ متری از سطح دریا قرار گرفته که آن را به یکی از مرتفعترین استادیوم‌های حرفه‌ای جهان بدل ساخته‌است.

## قانون ممنوعیت ارتفاع فیفا
فدراسیون بین‌المللی فوتبال فیفا اعلام کرد که تمامی ورزشگاه‌هایی که مسابقات انتخابی در آن‌ها برگزار می‌شود باید در ارتفاع کمتر از ۲٬۵۰۰ متر باشند.این قانون فیفا با واکنش کشورهای آمریکای جنوبی و همچنین افراد شاخصی مانند اوو مورالس و دیگو مارادونا شد و آن را قانونی تبعیض‌آمیز علیه کشورهای آمریکای لاتین و به ویژه آنهایی که در بخشی از رشته کوه آند قرار دارند خواندند.این ورزشگاه نماد درگیری بولیویایی‌ها با فیفا تبدیل شده بود که پس از ماه‌ها درگیری در تاریخ ۲۷ ژوئن ۲۰۰۷ فیفا محدودیت خود را از ۲٬۵۰۰ متر به ۳٬۰۰۰ متر رساند و یک روز پس از آن معافیت ویژه ورزشگاه ارناندو سیلس را جهت برگزاری بازی‌های انتخابی جام جهانی اعلام نمود.

## رویدادها
از جمله رویدادها در این ورزشگاه می‌توان به اجرای گروه راک بون جووی در تاریخ ۹ نوامبر ۱۹۹۳ و در حین تور I'll Sleep When I'm Dead Tour اشاره کرد. انریکه ایگلسیاس نیز در تور Euphoria Tour و در تاریخ ۲ ژوئیه ۲۰۱۱ در این استادیوم اجرا داشت.همچنین گروه هارد راک گانز ان رزز در تور آمریکای جنوبی خود در تاریخ ۱۲ آوریل ۲۰۱۴ در این ورزشگاه حضور یافت.